# Mosdós
Mosdós község Somogy vármegyében, a Kaposvári járásban.

## Fekvése
Kaposvártól 17 kilométerre keletre, a Külső-Somogyi-dombság lejtőin fekszik. Határát rétekkel, erdőkkel, szőlőkkel tarkított táj öleli és nyugat-keleti irányban átszeli a Kapos folyó. Hozzá tartozik Gázlópuszta, Sárkánypuszta és Jajvölgytelep is.
Bár nincs túl közel a Balaton déli partjához, a település szőlő- és borgazdasági szempontból mégis a Balatonboglári borvidék részét képezi.
A közvetlenül határos települések: észak felől Kisgyalán, kelet felől Nagyberki, dél felől Gödre, délnyugat felől Kaposkeresztúr, nyugat felől Baté, északnyugat felől pedig Fonó.

### Megközelítése
Közúton csak a 61-es főúton érhető el, Nagyberki vagy Baté érintésével; a többi környező településsel nincs közúti kapcsolata.
Bár közvetlenül a település mellett halad el a Dombóvár–Gyékényes-vasútvonal, annak megállási pontja nincs a határai között, a legközelebbi vasúti csatlakozási lehetőséget így Baté vasútállomás vagy Nagyberki megállóhely kínálja. Jól ellensúlyozza viszont a vasúti kapcsolatok szűkösségét, hogy kitűnő buszközlekedése van.

## Története
Mosdós már az ókorban is lakott volt. Erre utal a falu határában feltárt kelta telep is. A falu történetét a 16. század elejéről ismerjük. Az 1550 évi adólajstrom szerint ekkor Pető János volt a birtokosa. Az 1563 évi török kincstári adólajstromban 11, az 1573-1574 évi török defterben 17 házzal van felvéve. Az 1660 évi pannonhalmi főapátsági dézsmaváltságjegyzék szerint Csobánc várához tartozott. Az 1700-1703 közötti években a Balogh család és Jankovics István birtoka volt. A falu a 17. században elpusztult, az 1715 évi összeírás adatai szerint „csak egy év óta települt”.
A falu az elnéptelenedése előtt a Szálláson élt, ami ma szántóföld. A visszatelepítés után, 1732-ben iskolát alapított a katolikus egyház. A Vigadó-hegyen lévő kápolnát 1779-ben építették. A falu mai templomát 1832-ben építették. Gróf Pallavicini Ede 1892-ben épített itt magának kastélyt, amiben ma szanatórium működik.

## Közélete

### Polgármesterei
- 1990–1994: Kruk Tibor (független)[4]
- 1994–1996: Kruk Tibor (független)[5]
- 1996–1998:
- 1998–2002: Gál József (független)[6]
- 2002–2006: Gál József (független)[7]
- 2006–2010: Keresztes József (független)[8]
- 2010–2014: Keresztes József (Fidesz-KDNP)[9]
- 2014–2019: Keresztes József (Fidesz-KDNP)[10]
- 2019–2024: Keresztes József (Fidesz)[11]
- 2024– : Keresztes József (független)[1]

A településen 1996. augusztus 4-én időközi polgármester-választás zajlott.

## Népesség
A település népességének változása:
| Lakosok száma | 973  | 960  | 931  | 903  | 847  | 848  | 862  |
|               | 2013 | 2014 | 2015 | 2021 | 2022 | 2023 | 2024 |

A 2011-es népszámlálás során a lakosok 91,1%-a magyarnak, 6,4% cigánynak, 0,3% horvátnak, 0,8% németnek, 1,3% románnak, 0,3% ukránnak mondta magát (7,9% nem nyilatkozott; a kettős identitások miatt a végösszeg nagyobb lehet 100%-nál). A vallási megoszlás a következő volt: római katolikus 62,8%, református 6%, evangélikus 0,6%, felekezet nélküli 13,9% (15,4% nem nyilatkozott).
2022-ben a lakosság 94,5%-a vallotta magát magyarnak, 8,7% cigánynak, 0,4% németnek, 0,2% románnak, 0,1% horvátnak, 1,7% egyéb, nem hazai nemzetiségűnek (5,5% nem nyilatkozott; a kettős identitások miatt a végösszeg nagyobb lehet 100%-nál). Vallásuk szerint 43,4% volt római katolikus, 4% református, 0,8% evangélikus, 0,2% görög katolikus, 1,2% egyéb keresztény, 1,9% egyéb katolikus, 16,8% felekezeten kívüli (31,5% nem válaszolt).

## Ismert személyek
- Itt született Lőwy Mór (1854–1908) temesvári főrabbi.
- Itt született Zichy Nándor (1907–1994) sportrepülő, országgyűlési képviselő.

## Nevezetességei
- Pallavicini-kastély – A skót lovagvárakat utánzó kastély építését 1892-ben fejezték be. Építtetője, Pallavicini Ede a falu földesura volt, akinek nagyobb birtokai Szeged környékén voltak, mosdósi uradalmára vadászni járt. Az őrgróf asztmás betegségben szenvedett és úgy gondolta, hogy a környék klímája könnyít a betegségén. A kastély a gróf 1932-ben bekövetkezett haláláig otthonául szolgált. A nagy értékű ingatlan, benne a 4000 kötetes könyvtárral, értékes szarvasagancs-gyűjteménnyel fia, György tulajdonába került, aki az intézmény sorsát intézőjére bízta.
Az értékes ingatlant 1936-ban megvásárolta Somogy vármegye törvényhatósága, majdan kialakítandó gyógyintézet céljára. 1939-ben lengyel katonai menekülttábor, 1944 decemberében szovjet hadikórház, 1947-ben görög menekült gyermekek otthona működött ott. A Somogy Megyei Tüdő- és Szívkórház 1949. november 16-án kezdte meg mai rendeltetésének megfelelő működését.
2002. július 1-től a Magyarországi Református Egyház kezelésébe került. A kastélyban van a székhelye a Magyar Gyermekgyógyászok Társaságának is.
- Mosdósról került a Szépművészeti Múzeumba egy 16. századi spanyol festmény, Sebastiano del Piombo ún. Ubedai pietájának másolata, 1994-ben.

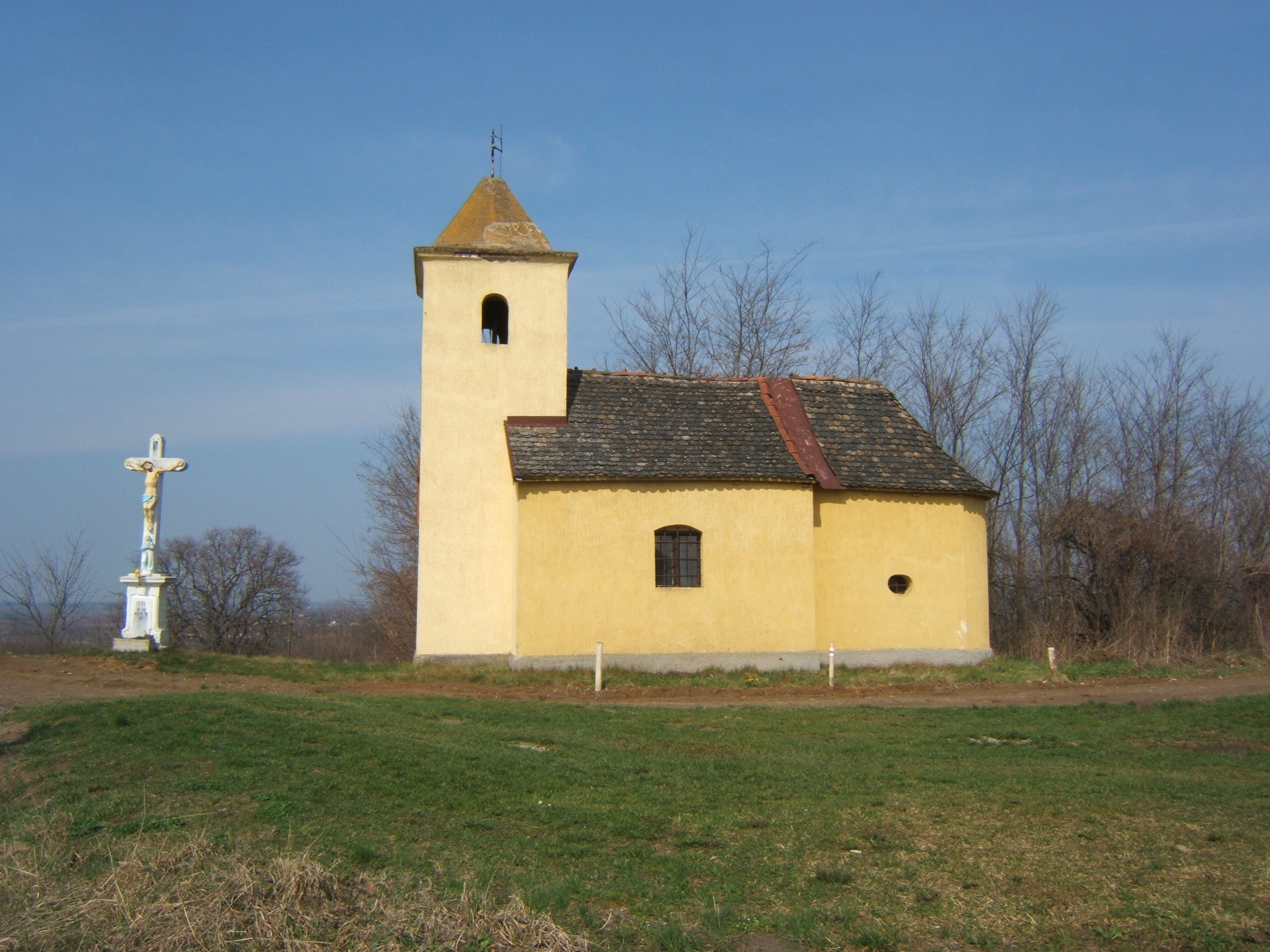
A Vigadó-hegyi kápolna
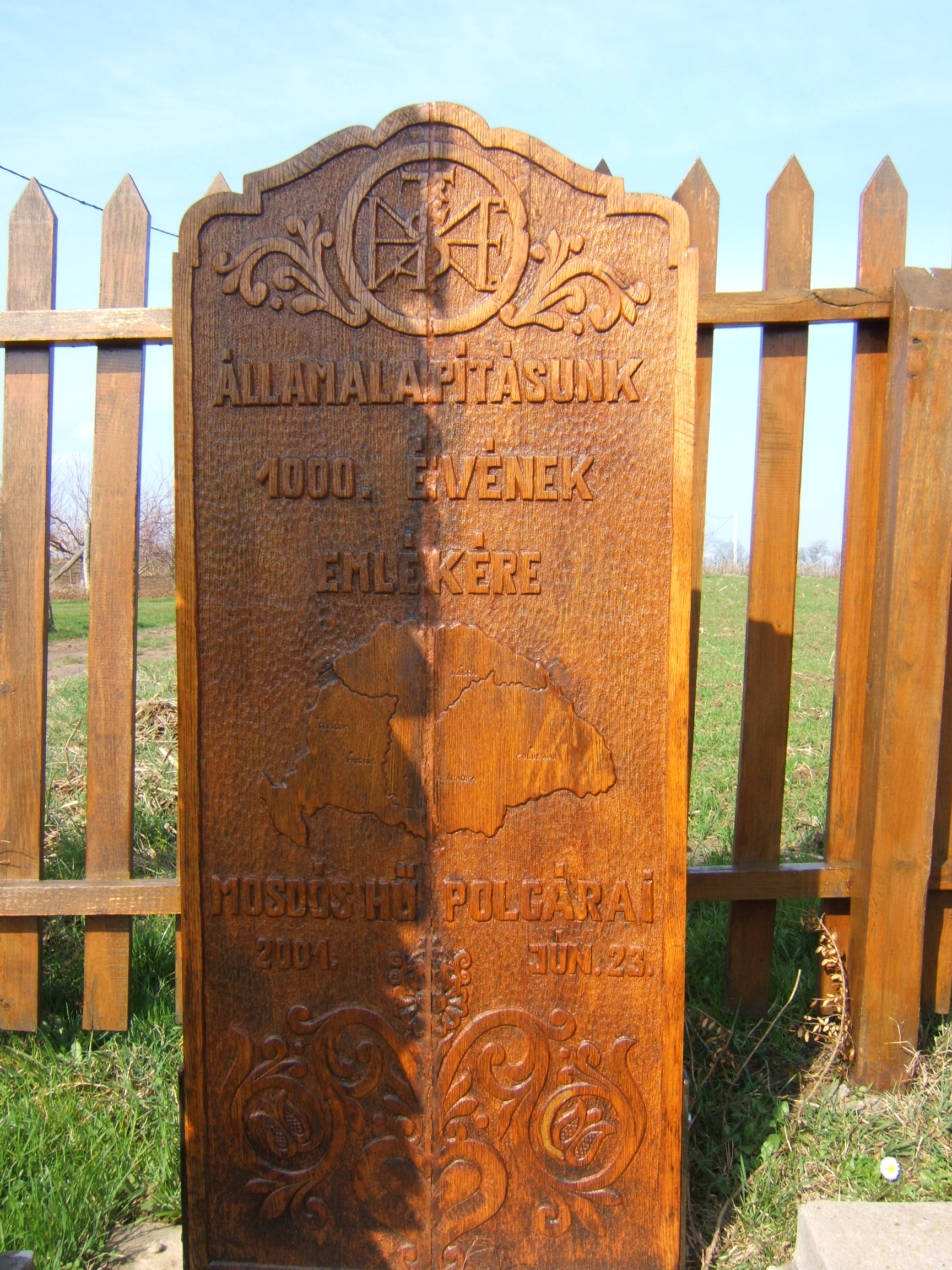
Államalapítási emlékmű a Vigadó-hegyen